# Cerise de Montmorency

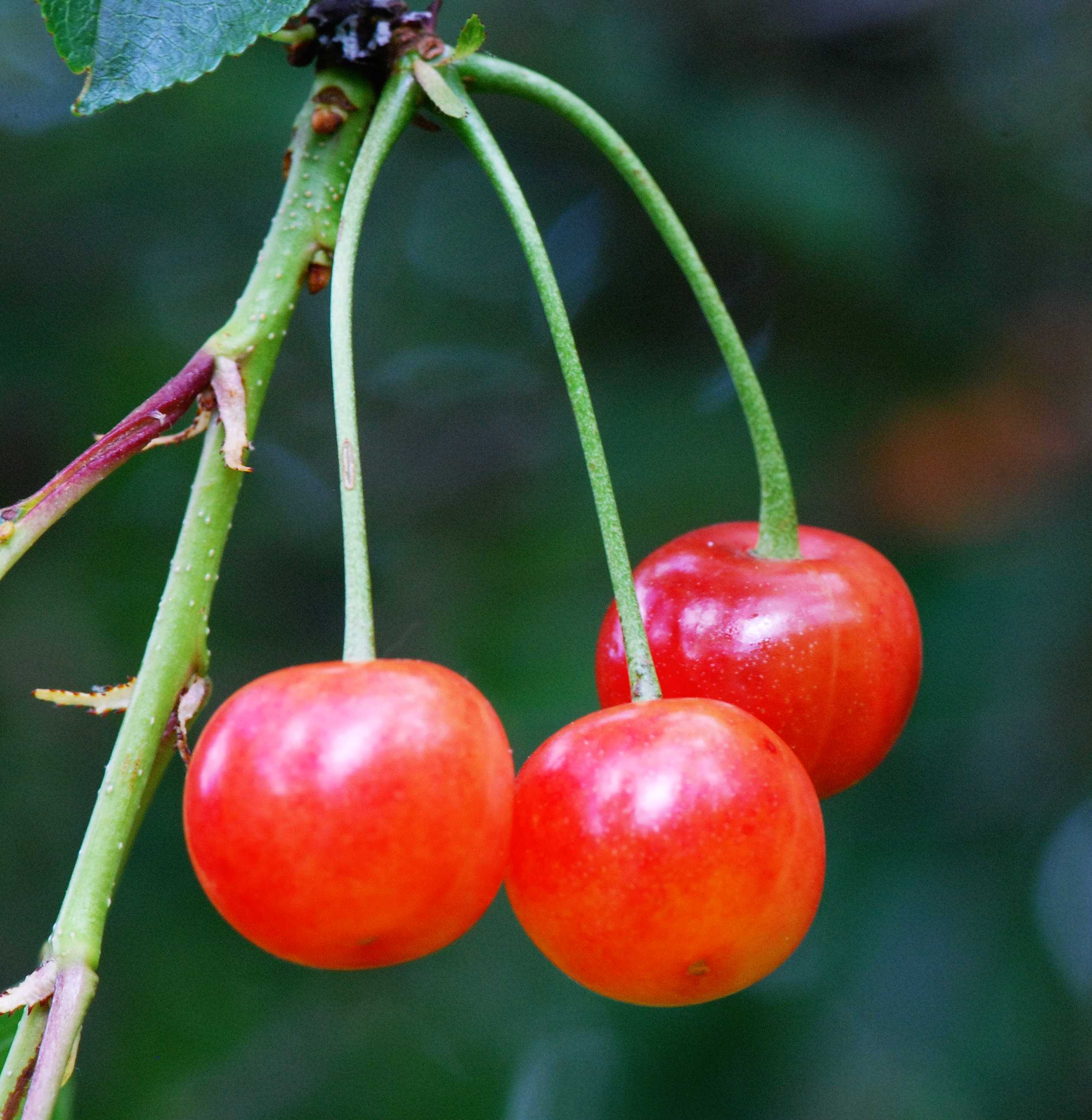
Griottes de Montmorency.

La cerise ou griotte de Montmorency, courte queue ou « gaudriole », fait partie, comme son appellation l'indique, de la famille des griottes. C'est une variété cultivée de Prunus cerasus. Elle a une couleur vive, une queue courte ou longue selon la sous-variété, une enveloppe très fine, une chair tendre et un jus incolore légèrement acidulé.

## Production
Elle est cultivée dès le XVIIIe siècle. Il existait des vergers au bord de la forêt de Montmorency.
Les communes de Soisy-sous-Montmorency et de Saint-Prix sont les derniers lieux où les agriculteurs maintiennent une production. Elle concerne la Montmorency royale et de Saint-Aignan greffées sur des merisiers.
Elles doivent être récoltées avec la queue sous peine de ne pas se conserver. Elles sont transformées sous forme de confiture, pasteurisation ou eau-de-vie.
En Amérique du Nord, les griottes de Montmorency sont cultivées notamment au Michigan et au Wisconsin aux États-Unis et en Ontario au Canada, pour la production de jus, de tartes. etc. Des recherches récentes indiquent qu'elles seraient riches en anthocyanes.

## Histoire
Une œuvre de 1690 décrit la cerise de Montmorency : « La Cerise de Montmorency est grosse & tardive; elle change moins que les autres; Elle est admirable à manger & à confire, ayant une douceur & une fermeté particulière. Il y en a de deux sortes, l’une à longue queue, & l’autre à courte-queue; celle cy est plus estimée & recherché : On les nomme dans le Païs, Coulars ».
À la fin du XVIIIe siècle, Paris recevrait 7000 à 8000 paniers de cerises par jour de la vallée de Montmorency. Les cerises de Montmorency et celles des collines de Meudon sont à l'époque prisées de la noblesse. Toutefois, surexploitée, la variété de Montmorency s'abâtardit progressivement.
Au XIXe siècle, des Parisiens louent des arbres à l'heure pour manger des gaudrioles sur place.